# 德国驻上海总领事馆
德意志联邦共和国驻上海总领事馆（德語：Generalkonsulat der Bundesrepublik Deutschland in Shanghai），简称德国驻上海总领事馆、德国驻沪总领馆，是德国政府在上海市设立的外交机构，领区包括上海、江苏、浙江和安徽等領事轄區內德侨及领事業务的處理。

## 館史
德國駐滬領事機構於1852年2月设立，初为汉堡驻上海领事署:1，后为普鲁士、北德意志邦联、德意志帝国驻上海领事署。1871年3月升格为总领事馆，剌多威出任第一代總領事，之后於1917年3月中德斷交閉館、1921年7月因兩國復交而恢復館務。1945年隨著德國戰敗而再度闭馆。德國駐上海總領事館改名為德國駐上海管理局（Deutsche Amt Shanghai），負責解散總領事館及大使館上海辦事處（Shanghaier Dienststelle der Botschaft）並照料在滬德僑:2:2。
1959年至1964年間，德意志民主共和国（前東德）重新设立上海总领事馆，後於1986年重設領館:2。1982年10月15日，德意志联邦共和国（時為西德）新设驻上海总领事馆，初期領事轄區包含上海、江蘇及浙江，1986年始增安徽:2-4。两德统一后，東德駐滬總領事館於1990年10月3日閉館:2，德國駐滬機構僅保留德意志联邦共和国驻上海总领事馆至今。

## 歷代德國駐上海總領事
| 德意志聯邦共和國駐上海總領事（1983年— ）:17 |      |               |          |
| 姓名                                        | 姓名 | 任期          | 備註     |
| 維克爾納·韓德克                             |      | 1983年—1985年 | [ 4 ]    |
| 漢內洛蕾·特奧多爾                           |      | 1985年—1991年 | [ 4 ]    |
| 赫爾穆特·艾恩特                             |      | 1991年—1994年 | [ 4 ]    |
| 齊佩                                        |      | 1995年—1998年 |          |
| 龍貝格                                      |      | 1998年—2002年 |          |
| 芮悟峰                                      |      | 2002年—2007年 | [ 5 ]    |
| 海盾                                        |      | 2007年—2010年 |          |
| 芮悟峰                                      |      | 2010年—2014年 | 二度駐滬 |
| 羅騰                                        |      | 2014年—2017年 | [ 6 ]    |
| 歐珍                                        |      | 2017年—2021年 |          |
| 賀德滿                                      |      | 2021年—2024年 |          |
| 李德仁                                      |      | 2024年—       |          |